# ترنگ‌کول
ترنگ‌کول (قزاقی: Тереңкөл، تەرەڭكول) یک شهرک در استان پاولودار کشور قزاقستان است.